# Ловічек
Ловічек (пол. Łowiczek, нім. Heldfried) — село в Польщі, у гміні Бондково Александровського повіту Куявсько-Поморського воєводства.
Населення — 211 осіб (2011).

## Демографія
Демографічна структура станом на 31 березня 2011 року:
|          | Загалом | Допрацездатний вік | Працездатний вік | Постпрацездатний вік |
| -------- | ------- | ------------------ | ---------------- | -------------------- |
| Чоловіки | 112     | 28                 | 73               | 11                   |
| Жінки    | 99      | 27                 | 55               | 17                   |
| Разом    | 211     | 55                 | 128              | 28                   |